# Mystrium
Mystrium – rodzaj mrówek z podrodziny Ponerinae. Obejmuje 8 opisanych gatunków.

## Gatunki
- Mystrium camillae  Emery, 1889
- Mystrium fallax  Forel, 1897
- Mystrium mysticum  Roger, 1862
- Mystrium oberthueri  Forel, 1897
- Mystrium Rogeri  Forel, 1899
- Mystrium silvestrii  Santschi, 1914
- Mystrium stadelmanni  Forel, 1895
- Mystrium voeltzkowi  Forel, 1897